# Sezione Difesa Bologna
La Sezione Difesa Bologna del Corpo Aeronautico era un reparto di volo italiano costituito il 15 giugno 1917 e disciolto il 19 novembre 1918.
La Sezione, fu operativa durante la prima guerra mondiale.

## Storia
Nasce il 15 giugno 1917 con 4 Savoia-Pomilio SP.2 al comando del Tenente Bruno Casoni che dispone di altri 2 piloti all'Aeroporto di Bologna-Borgo Panigale.
Il 24 novembre Casoni muore in un incidente di volo ed il comando interinale va al Ten. Angelo Barchieri che il 27 novembre dispone di un solo S.P.2 operativo.
Alla fine del mese il comando passa al Sottotenente Antonio Cesa e nell'aprile 1918 i 5 S.P.2 vengono rimpiazzati da 4 Savoia-Pomilio SP.3 ricevendo anche un Sezione di 3 Nieuport 11 80 hp con 5 piloti.
Nel mese di agosto il Ten. Cesa dispone di altri 5 piloti ed il 14 settembre si scioglie la Sezione S.P.
Nel mese di ottobre al posto dei Ni.XI arrivano gli Ansaldo S.V.A. ed il 19 novembre il reparto viene sciolto.